# 월즈 엔드 클럽
《월즈 엔드 클럽》는 투 쿄 게임스와 그라인딩이 개발하고 이자나기게임스가 배급한 퍼즐 액션 어드벤처 게임이다. 본래 애플 아케이드를 사용하는 iOS 및 macOS 플랫폼으로 개발돼 2020년 9월 4일에 출시됐으며, 이후 닌텐도 스위치와 마이크로소프트 윈도우로 이식됐다.
배경은 1995년의 도쿄로, 12명의 초등학생으로 구성된 '할 수 있어' 클럽이 수학여행 중에 미지의 사고로 외딴 테마 파크에 떨어지면서 운명의 게임에 참가하는 이야기를 다뤘다. 게임 진행방식은 횡스크롤 방식의 플랫폼 게임플레이와 이야기가 진행되는 어드벤처 게임플레이 2가지로 나뉜다. 제작에 《단간론파》의 코다카 카즈타카가 기획자로, 《극한탈출》의 우치코시 코타로가 기획자 및 작가로서 참여했다.
출시 당시 《월즈 엔드 클럽》은 복합적인 평가를 받았다.

## 반응
최초로 발매된 《월즈 엔드 클럽》 애플 아케이드 플랫폼판 중 iOS판은 리뷰 애그리게이터 웹사이트 메타크리틱에서 73/100점을 기록해 "복합적 및 평균적인 평가"를 받았다. 닌텐도 스위치판은 62/100점을 기록했다.

## 참조

### 주해
1. ↑  일본어: ワールズエンドクラブ, 영어: World's End Club